# Feyisa Lilesa
Feyisa Lilesa (Ambo, 1º febbraio 1990) è un maratoneta etiope.

## Biografia
Nel 2009 ha vinto la maratona di Dublino. Nel 2011 ha conquistato una medaglia di bronzo nella maratona ai Mondiali di Daegu. Nel 2013 ha vinto la maratona internazionale di Xiamen. Nel novembre 2021, Feyisa Lilesa è in prima linea in Etiopia contro i ribelli del Tigray.
Nell'agosto 2016, dopo aver vinto la medaglia d'argento nella maratona ai Giochi olimpici di Rio de Janeiro, ha esibito i polsi incrociati in segno di protesta, con riferimento alle persecuzioni che la sua etnia, gli Oromo, subisce in Etiopia dal novembre 2015.

## Palmarès
| Anno | Manifestazione  | Sede           | Evento   | Risultato | Prestazione | Note                                     |
| ---- | --------------- | -------------- | -------- | --------- | ----------- | ---------------------------------------- |
| 2011 | Mondiali        | Taegu          | Maratona | Bronzo    | 2h10'32"    | Miglior prestazione personale stagionale |
| 2013 | Mondiali        | Mosca          | Maratona | dnf       | dnf         |                                          |
| 2016 | Giochi olimpici | Rio de Janeiro | Maratona | Argento   | 2h09'54"    |                                          |

## Altre competizioni internazionali
2009
- Oro alla Maratona di Dublino ( Dublino) - 2h09'12"

2010
- Oro alla Xiamen International Marathon ( Xiamen) - 2h08'47"
- Bronzo alla Maratona di Chicago ( Chicago) - 2h08'10"
- 4º alla Maratona di Rotterdam ( Rotterdam) - 2h05'23"

2012
- Argento alla Maratona di Chicago ( Chicago) - 2h04'52"

2016
- Oro alla Maratona di Tokyo ( Tokyo) - 2h06'56"

2017
- 12º alla Maratona di Londra ( Londra) - 2h14'12"
- 14º alla Maratona di Chicago ( Chicago) - 2h14'49"
- Oro alla New York Half Marathon ( New York) - 1h00'04"
- Bronzo alla Great North Run ( Newcastle upon Tyne) - 1h01'32"
- Argento alla Houston Half Marathon ( Houston) - 1h01'14"

2018
- 6º alla Maratona di Tokyo ( Tokyo) - 2h07'30"
- Bronzo alla Houston Half Marathon ( Houston) - 1h00'20"